# Élection présidentielle autrichienne de 1980
L’élection présidentielle autrichienne de 1980 (Bundespräsidentenwahl in Österreich 1980) se sont tenues en Autriche le 18 mai 1980, en vue d'élire le président fédéral pour un mandat de six ans. Rudolf Kirchschläger a été réélu au 1er tour avec près de 80 % des suffrages.

## Résultats
| Inscrits                 | Inscrits                 | Inscrits                       | 5 215 875 |             |  |  |
| Abstentions              | Abstentions              | Abstentions                    | 436 821   | 8,37 %      |  |  |
| Votants                  | Votants                  | Votants                        | 4 779 054 | 91,63 %     |  |  |
|                          |                          |                                |           |             |  |  |
| Bulletins enregistrés    | Bulletins enregistrés    | Bulletins enregistrés          | 4 779 054 |             |  |  |
| Bulletins blancs ou nuls | Bulletins blancs ou nuls | Bulletins blancs ou nuls       | 348 165   | 7,29 %      |  |  |
| Suffrages exprimés       | Suffrages exprimés       | Suffrages exprimés             | 4 430 889 | 92,71 %     |  |  |
|                          |                          |                                |           |             |  |  |
|                          | Candidat                 | Parti                          | Suffrages | Pourcentage |  |  |
|                          | Rudolf Kirchschläger     | Indépendant soutenu par le SPÖ | 3 538 748 | 79,87 %     |  |  |
|                          | Willfried Gredler        | Parti de la liberté d'Autriche | 751 400   | 16,96 %     |  |  |
|                          | Norbert Burger           | Parti national démocratique    | 140 741   | 3,18 %      |  |  |